# Mistrzostwa Świata w Kolarstwie Przełajowym 1968
19. Mistrzostwa Świata w Kolarstwie Przełajowym 1968 odbyły się w stolicy Wielkiego Księstwa Luksemburg - Luksemburgu, 25 lutego 1968 roku. Rozegrano wyścigi mężczyzn w kategoriach zawodowców i amatorów.

## Medaliści
| Konkurencja:               | Złoto:             | Czas      | Srebro:            | Czas     | Brąz:              | Czas     |
| Klasyfikacja mężczyzn      |                    |           |                    |          |                    |          |
| Zawodowcy (25 lutego 1968) | Eric De Vlaeminck  | 1:02:18 h | Hermann Gretener   | + 2:59 m | Michel Pelchat     | + 2:59 m |
| Amatorzy (25 lutego 1968)  | Roger De Vlaeminck | 58:45 m   | Peter Frischknecht | + 0:02 m | Cock van der Hulst | + 0:10 m |

## Szczegóły

### Zawodowcy
| Medal | Zawodnik            | Narodowość | Czas      |
| ----- | ------------------- | ---------- | --------- |
|       | Eric De Vlaeminck   | Belgia     | 1:02:18 h |
|       | Hermann Gretener    | Szwajcaria | + 2:59    |
|       | Michel Pelchat      | Francja    | + 2:59    |
| 4     | Luciano Luciani     | Włochy     | + 3:35    |
| 5     | Huub Harings        | Holandia   | + 3:59    |
| 6     | Albert Van Damme    | Belgia     | + 3:59    |
| 7     | Max Gretener        | Szwajcaria | + 3:59    |
| 8     | Jean-Pierre Ducasse | Francja    | + 4:15    |
| 9     | Daniel Grégoire     | Francja    | + 4:45    |
| 10    | Renato Longo        | Włochy     | + 4:55    |

- Reprezentant RFN Rolf Wolfshohl zajął drugie miejsce (strata 0:55 m), jednak został zdyskwalifikowany za doping.

### Amatorzy
| Medal | Zawodnik           | Narodowość      | Czas    |
| ----- | ------------------ | --------------- | ------- |
|       | Roger De Vlaeminck | Belgia          | 58:45 m |
|       | Peter Frischknecht | Szwajcaria      | + 0:02  |
|       | Cock van der Hulst | Holandia        | + 0:10  |
| 4     | Franco Livian      | Włochy          | + 0:12  |
| 5     | John Atkins        | Wielka Brytania | + 0:14  |
| 6     | Jakob Küster       | Szwajcaria      | + 0:14  |
| 7     | Flory Ongenae      | Belgia          | + 0:14  |
| 8     | Lucio Colzani      | Włochy          | + 0:16  |
| 9     | Horst Maier        | NRD             | + 0:16  |
| 10    | Břetislav Souček   | Czechosłowacja  | + 0:16  |

## Tabela medalowa
| Miejsce | Państwo    |   |   |   |   |
| ------- | ---------- | - | - | - | - |
| 1.      | Belgia     | 2 | 0 | 0 | 2 |
| 2.      | Szwajcaria | 0 | 2 | 0 | 2 |
| 3.      | Francja    | 0 | 0 | 1 | 1 |
| 3.      | Holandia   | 0 | 0 | 1 | 1 |